# Rwanda Basketball League
La Rwanda Basketball League (RBL), conosciuta fino alla stagione 2021 con il nome di National Basketball League Rwanda, è la massima divisione professionistica del campionato ruandeseese di pallacanestro, amministrato ed organizzato dalla Federazione cestistica del Ruanda (FERWABA).
I vincitori della NBL ottengono l'accesso al torneo di qualificazione della Basketball Africa League.
Attualmente, la lega è composta da 10 squadre, la maggior parte delle quali provenienti dalla capitale del paese, Kigali. La squadra che attualmente detiene il titolo di campioni è quella dell'APR Kingali, avendo vinto l'edizione 2024; la società è anche la squadra più titolata della lega con un record di 15 campionati vinti.
Dalla stagione 2021-22, la FERWABA ha introdotto una seconda divisione nazionale, la RBL Division 2, introducendo quindi anche un meccanismo di promozione e retrocessione: le ultime due squadre classificate della RBL retrocedono in Division 2, mentre le prime due classificate della seconda divisione ottengono la promozione per la RBL.

## Storia
La pallacanestro è stata introdotta in Ruanda durante gli anni trenta del novecento, quando il paese era un possedimento coloniale del Belgio dai sacerdoti cattolici, che inizialmente insegnarono questo sport nelle scuole superiori della Provincia Meridionale. Nei decenni successivi, ed anche dopo il raggiungimento dell'indipendenza nel 1962, la presenza dello sport nel paese aumentò, poiché sia l'esercito che alcune istituzioni pubbliche iniziarono a creare delle squadre di basket. Nel 1974 venne poi fondata la Federazione cestistica del Ruanda, la FERWABA, e tre anni dopo, nel 1977, venne creata la prima lega nazionale sia maschile che femminile.
Il Genocidio del Ruanda avvenuto nel 1994 nei confronti della popolazione dell'etnia Tutsi, causò un brusco stop alle attività agonistiche per questo sport, poiché molti giocatori, spettatori e dirigenti di etnia tutsi persero la vita e varie infrastrutture fondamentali per lo svolgimento delle competizioni furono distrutte.
Terminato il conflitto interno al paese, nel 1995, nacque un nuovo campionato nazionale denominato National Basketball League Rwanda. Fin dalla prima edizione la lega vide il dominio dell'APR Kingali, che si aggiudicò la vittoria delle prime nove edizioni del campionato, dal 1995 al 2003. Negli anni 2000, l'APR continuò ad essere la squadra dominante in Ruanda e partecipò per tre volte anche alla FIBA Africa Clubs Champions Cup, conquistando anche una medaglia di bronzo nell'edizione 2009.
Dal 2011 al 2015, l'Espoir BBC vinse quattro titoli nazionali consecutivi. Successivamente, due nuove squadre, il REG (di proprietà della Rwanda Energy Group) ed i Patriots Basketball Club, entrarono nella lega. Le due squadre divennero presto rivali e si affrontarono varie volte in finale negli anni dieci del duemila.
Nel 2021, la lega cambiò nome assumendo l'attuale denominazione di Rwanda Basketball League (RBL). Prima dell'inizio della stagione 2024, la FERWABA ha annunciato l'introduzione di due nuove competizioni nazionali : la Rwanda Cup e la Rwanda Super Cup.

## Squadre partecipanti
Le seguenti 10 squadre prenderanno parte alla stagione 2025 della Rwanda Basketball League
| Squadra             | Città    | Fondazione |
| ------------------- | -------- | ---------- |
| APR Kingali         | Kigali   | 1993       |
| Azomco Global Flame | Bugesera | 2022       |
| Espoir BCC          | Kigali   | 2003       |
| Flame BBC           | Kigali   | ????       |
| Patriots            | Kigali   | 2014       |
| Kepler BBC          | Kigali   | 2022       |
| REG                 | Kigali   | 2016       |
| Orion BBC           | Kigali   | 2022       |
| Tigers BBC          | Kigali   | 2019       |
| UGB                 | Kigali   | 1998       |

Fonte:

## Albo d'oro
| Stagione | Campione              | Secondo posto     | Risultato finali | Note   |
| -------- | --------------------- | ----------------- | ---------------- | ------ |
| 1995     | APR Kingali (1)       | Sconosciuto       | N.D.             |        |
| 1996     | APR Kingali (2)       | Sconosciuto       | N.D.             |        |
| 1997     | APR Kingali (3)       | Sconosciuto       | N.D.             |        |
| 1998     | APR Kingali (4)       | Sconosciuto       | N.D.             |        |
| 1999     | APR Kingali (5)       | Sconosciuto       | N.D.             |        |
| 2000     | APR Kingali (6)       | Sconosciuto       | N.D.             |        |
| 2001     | APR Kingali (7)       | Sconosciuto       | N.D.             |        |
| 2002     | APR Kingali (8)       | Sconosciuto       | N.D.             |        |
| 2003     | APR Kingali (9)       | Sconosciuto       | N.D.             |        |
| 2004     | Espoir BCC (1)        | Sconosciuto       | N.D.             |        |
| 2005     | APR Kingali (10)      | Sconosciuto       | N.D.             |        |
| 2006     | APR Kingali (11)      | Sconosciuto       | N.D.             |        |
| 2007     | Marines (1)           | CSK               | N.D.             |        |
| 2007–08  | APR Kingali (12)      | Marines           | N.D.             |        |
| 2008–09  | APR Kingali (13)      | Sconosciuto       | N.D.             |        |
| 2009–10  | Kigali Basketball (1) | APR Kingali       | N.D.             | [ 8 ]  |
| 2010–11  | Kigali Basketball (2) | Sconosciuto       |                  |        |
| 2011–12  | Espoir BCC (2)        | Kigali Basketball | 3–1              | [ 9 ]  |
| 2012–13  | Espoir BCC (3)        | APR Kingali       | 3–0              |        |
| 2013–14  | Espoir BCC (4)        | APR Kingali       | N.D.             |        |
| 2014–15  | Espoir BCC (5)        | Patriots          | 3–1              | [ 10 ] |
| 2015–16  | Patriots (1)          | Espoir BCC        | N.D.             |        |
| 2016–17  | Patriots (2)          | REG               | 3–1              | [ 11 ] |
| 2017–18  | Patriots (3)          | REG               | 3–2              | [ 12 ] |
| 2018–19  | Patriots (4)          | REG               | 4–3              | [ 13 ] |
| 2019–20  | Patriots (5)          | REG               | 76–61            | [ 14 ] |
| 2020–21  | REG (1)               | Patriots          | 2–0              | [ 15 ] |
| 2021–22  | REG (2)               | Patriots          | 3–2              | [ 16 ] |
| 2023     | APR Kingali (14)      | REG               | 4–0              | [ 17 ] |
| 2024     | APR Kingali (15)      | Patriots          | 4–2              | [ 18 ] |

## Vittoria per squadra
| Squadra           | Vittorie | Secondi posti | Stagioni vittorie                                                                        | Stagioni secondo posto       |
| ----------------- | -------- | ------------- | ---------------------------------------------------------------------------------------- | ---------------------------- |
| APR Kingali       | 15       | 3             | 1995, 1996, 1997, 1998, 1999, 2000, 2001, 2002, 2003, 2005, 2006, 2008, 2009, 2023, 2024 | 2010, 2013, 2014             |
| Espoir BCC        | 5        | 1             | 2004, 2012, 2013, 2014, 2015                                                             | 2016                         |
| Patriots          | 5        | 4             | 2016, 2017, 2018, 2019, 2020                                                             | 2015, 2021, 2022, 2024       |
| REG               | 2        | 4             | 2021, 2022                                                                               | 2017, 2018, 2019, 2020, 2023 |
| Kigali Basketball | 2        | 1             | 2010, 2011                                                                               | 2012                         |
| Marines           | 1        | 1             | 2007                                                                                     | 2008                         |